# Syzygium suborbiculare
Syzygium suborbiculare är en myrtenväxtart som först beskrevs av George Bentham, och fick sitt nu gällande namn av Thomas Gordon Hartley och Lily May Perry. Syzygium suborbiculare ingår i släktet Syzygium och familjen myrtenväxter. Inga underarter finns listade i Catalogue of Life.